# Bennstedt
Bennstedt is een plaats en voormalige gemeente in de Duitse deelstaat Saksen-Anhalt, en maakt deel uit van de Landkreis Saalekreis.
Bennstedt telt 1515 inwoners.